# Ematurga picta
Ematurga picta là một loài bướm đêm trong họ Geometridae.